# Chloropseustes rondoniae
Chloropseustes rondoniae is een rechtvleugelig insect uit de familie veldsprinkhanen (Acrididae). De wetenschappelijke naam van deze soort is voor het eerst geldig gepubliceerd in 1980 door Roberts & Carbonell. Zoals de naam aangeeft, komt deze soort voor op de Braziliaanse deelstaat Rondônia.